# Felsőpestes
Felsőpestes (Peștișu Mic) település Romániában, Erdélyben, Hunyad megyében.

## Fekvése
Vajdahunyadról északra, Zsoszány, Magyarosd és Alpestes közt fekvő település.

## Története
Nevét 1330-ban említették először Pestus néven. Ekkor már állt Szent Miklósról elnevezett kőtemploma is és a Hermán-nemzetség birtoka volt.
1330-ban a Hermán-nemzetség tagjai: Dénes fia László (Lack) mester, Geche fia János ispán és Gergely fia Barnabás három részre osztották.
A település tartozéka volt Középtelek, Nándor és Olveság is. 1424-ben  Felpesthes néven írták.
1509-ben a Hermán-nemzetség leszármazottai lakták a települést: Fewlpestesi Tamás fia Péter, Fewlpestesi Nyújtó Tamás, Pestesi Imre fia János birtoka volt.
1910-ben 277 lakosából 25 magyar, 250 román volt. Ebből 12 római katolikus, 13 református, 250 görögkeleti ortodox volt.
A trianoni békeszerződés előtt Hunyad vármegye Vajdahunyadi járásához tartozott.